# Pedro Saad
Pedro Antonio Saad Niyaim (Guayaquil, 19 de mayo de 1909 – Ibídem, 26 de febrero de 1982) fue un abogado, sindicalista, político, asambleísta nacional constituyente ecuatoriano. Fue Secretario general del Partido Comunista del Ecuador desde 1952 hasta 1980. Fue padre del político e intelectual Pedro Saad Herrería.

## Trayectoria
Pedro Antonio Saad Niyaim (Guayaquil, 19 de mayo de 1909 - Guayaquil, 26 de febrero de 1982) fue un político y organizador comunista y sindicalista ecuatoriano.  Cuando estudiante, fue dirigente en la huelga universitaria desde la Universidad de Guayaquil en 1931. Estudia Derecho y siendo joven ingresa en la Juventud Comunista del Ecuador.  
Al año siguiente ingresa al Partido Comunista del Ecuador y en 1935 es nombrado Secretario General de Comité del Litoral y a un puesto en el Comité Central del partido gracias a su labor organizativa, notablemente en la huelga general de mayo de 1934 y la huelga de panaderos de octubre del mismo año.   En 1952 es electo Secretario General del PCE.
En 1942 promueve la fundación de la Federación de Estudiantes Universitarios del Ecuador y en 1944 la de la Confederación de Trabajadores del Ecuador del cual es nombrado Secretario General.  También en 1942 su vida corre peligro a raíz de enfermedad sufrida durante prisión por protestas en contra del gobierno Liberal de Carlos Arroyo.
Luego de la insurrección cívico-militar de 1944 es electo Diputado a la Asamblea Nacional Constituyente y de 1947 a 1959 sirvió de Senador Funcional en representación de los obreros del litoral pese a repetidos intentos por una central obrera afiliada a la Iglesia Católica de invalidar su elección.   También sobrevive a duras críticas dentro del PCE que resultan, luego del VII Congreso Ordinario del partido, en que una fracción, crítica de la línea política de Saad en especial y del PCE en general como "conciliadora" y "derechista", abandonara al partido.
La dictadura militar que resultó del golpe de Estado de julio de 1963 proscribió el PCE y arrestó a Saad, lo torturó y lo mantuvo preso por diecisiete meses.  Terminada la dictadura, Saad continuó su labor en el PCE, la CTE y el movimiento popular, participando en el establecimiento de la unidad electoral Unión Democrática Popular en 1968 y más adelante en la fundación del Frente Amplio de Izquierda (FADI) en 1978.
Para 1981 Saad estaba ya prácticamente jubilado de la política, en parte por desacuerdos con otros dirigentes del partido y por motivos de salud. En febrero de 1982 sufrió complicaciones a una operación al intestino grueso y falleció la noche del viernes 26 de febrero.

## Escritos sobresalientes
Entre sus escritos es dable destacar: "La revolución ecuatoriana y sus características" y "La reforma agraria en el Ecuador". Junto a Manuel Agustín Aguirre, son considerados los principales exponente del Marxismo Leninismo en Ecuador.